# Erik Andersen
Erik Andersen (känd i Norge som Lommemannen), född 20 mars 1952, är en norsk sexbrottsling från Bergen. Han dömdes 14 juni 2010 till nio års förvaring för sexuella övergrepp mot 66 pojkar. Andersen fick diagnosen pedofil av psykiatriska experter som ansåg att det är stor risk att han kommer att kunna begå nya sexualbrott. Han avtjänar numera straffet på Ila fengsel, forvarings- og sikringsanstalt.